# Instrucción Española del Hormigón Estructural

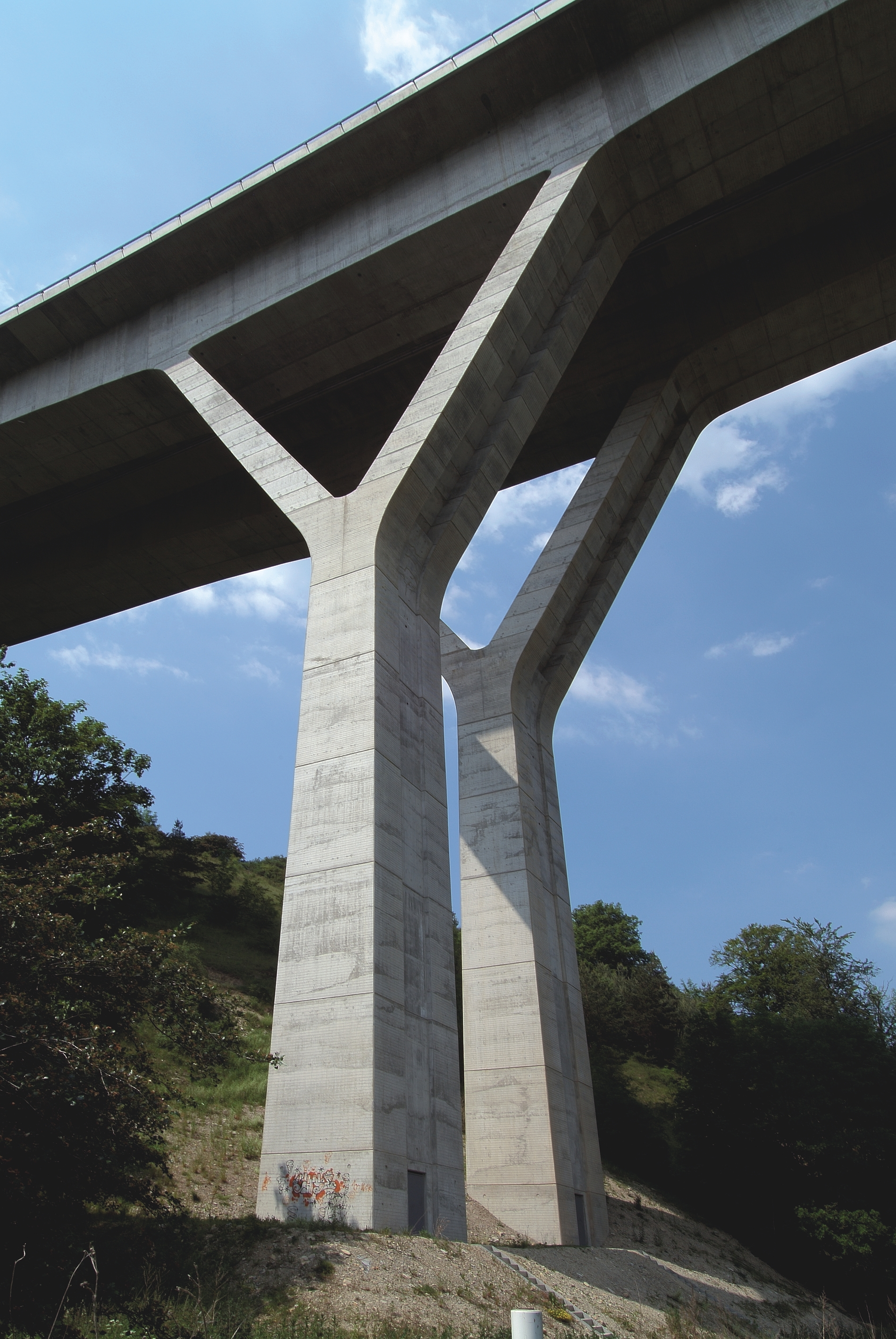
Estructura de hormigón en un viaducto.

La Instrucción Española del Hormigón Estructural (EHE-08) es el nombre que recibía la normativa española sobre el cálculo y seguridad en estructuras de hormigón, derogada en 2021 con la aprobación del Código Estructural (Real Decreto 470/2021, de 29 de junio).
Era de obligado cumplimiento para todas las estructuras que utilizaran hormigón en España. Estas estructuras también pueden ser calculadas utilizando la normativa europea al efecto, el Eurocódigo 2.

## EHE-08
El Consejo de Ministros aprobó la Instrucción de Hormigón Estructural (EHE-08) el 18 de julio de 2008; fue publicada en el Boletín Oficial del Estado (BOE) con fecha 22 de agosto de 2008. Esta normativa entró en vigor el 1 de diciembre de 2008, quedando derogada la EHE del año 1998 y la EFHE (Instrucción de Forjados Unidireccionales de Hormigón Estructural) del año 2002.
- Añade un avance conceptual al campo de las estructuras de hormigón, en las que venían tratándose por separado hormigón armado, hormigón pretensado, hormigón postensado, etc.
- Prohíbe utilizar hormigones para armar de resistencia inferior a 25 N/mm², para incrementar la seguridad y durabilidad de las edificaciones
- Incrementa de 2 a 3 el tamaño de muestro para el control de recepción (probetas de hormigón), salvo que el fabricante disponga de Distintivo Oficialmente Reconocido (DOR), en cuyo caso se reduce de forma muy notable el muestreo
- Introduce cambios en el tratamiento del control de resistencia a la recepción del hormigón en la obra
- Admite el empleo de áridos reciclados, áridos ligeros, fibras para refuerzo y de agua reciclada
- Establece que para el empleo de cinco tipos de aditivos "habituales" no será preceptivo autorización previa de la Dirección Facultativa
- Presenta un método para el cálculo del Índice de contribución de la estructura a la sostenibilidad (ICES) a partir del ISMA (Índice de Sensibilidad Medioambiental de la Estructura de Hormigón)

El 24 de diciembre de 2008 se publica en el BOE Núm. 309 "CORRECCIÓN de errores del Real Decreto 1247/2008, de 18 de julio, por el que se aprueba la Instrucción de Hormigón Estructural (EHE-08)."
En gran parte la EHE-08 se basa en un documento previo, del 9 de marzo de 2007 la Comisión Permanente del Hormigón aprobó la difusión pública del Documento "0" de la futura EHE. A diferencia de las anteriores Instrucciones, en la EHE-08 se establece que los hormigones que no hayan sido fabricados en central tan sólo puedan ser usados para usos no estructurales.

## EHE anteriores
La instrucción EHE-08, es la última de una larga lista de instrucciones más antiguas, actualmente derogadas, como la EHE-98, la EH-91, la EH-88, la EH-82, la EH-80, la EH-73, la EHPRE-72 (de preparación de hormigones, incorporada, actualizada y derogada en la EH-88), la EH-68, la HA-61, la HA-58, la IH-44 y la IH-39, e incorpora, actualiza y deroga la Instrucción de forjados unidireccionales de hormigón estructural EFHE-02 (sucesora de las EF-96 y EF-88).
La EHE-98 aprobada por el Real Decreto 2661/1998 de 11 de diciembre, BOE 11, de 13-01-99, fue una norma española que refundió, actualizó y derogó Instrucciones anteriores, como la EH-91 y la EP-93. Fue derogada el 1 de diciembre de 2008. En gran medida la EHE-08 es muy similar a la EHE-98 que a su vez si presentaba un cierto número de innovaciones respecto a la más antigua EH-91 (que por ejemplo no incluía el hormigón pretensado que tenía la norma específica EP-93, sucesora de las EP-80 y EP-77).

## Características generales
Los cálculos y comprobaciones propuestos por la EHE-08 se basa en el método de los estados límites. Este método se basa en enumerar una serie de situaciones límite o situaciones críticas que no deberían alcanzarse en situaciones normales. Cada situación límite o crítica viene descrita por una magnitud efectiva, del que la norma fija su valor último Mu, bajo las condiciones usuales se requiere el valor de cálculo bajo las acciones previstas (o "valor de diseño" Md) satisfaga:

(*){\displaystyle M_{d}\leq M_{u}}

Es la tarea del proyectista escoger los materiales y la geometría de tal manera que la desigualdad anterior se satisfaga. En caso de no cumplirse, la desigualdad anterior la estructura presenta un riesgo claro de colapso parcial o total de la misma (estas situaciones se denominan "Estados Límites Últimos" o ELUs) o una disfuncionalidad de la misma, aunque no necesariamente implique colapso (estas otras situaciones se denominan "Estados Límites de Servicio" o ELSs).
Además la norma asume un factor probabilista por lo que el valor de las fuerzas o acciones, las resistencias de los materiales y otras magnitudes se consideran que vienen dados por unas variables aleatorias. En función de los valores característicos de estas magnitudes (que dependen de la esperanza matemática y de la desviación estándar) la Instrucción fija coeficientes para que la relación (*) se cumpla caso con total seguridad aún con magnitudes que varían aleatoriamente en el tiempo.